# Садко (мюзикл)
Мюзикл «Садко в Подводном царстве» — оригинальный российский мюзикл по мотивам новгородских былин о купце Садко. Создатели: Глеб Матвейчук (музыка), Карен Кавалерян (тексты песен) и Николай Ермохин (диалоги).
Премьера состоялась 27 ноября 2020 года в ФЦ Москва (бывш. назв. театр Людмилы Рюминой).
Летом 2021 года в Южной Корее прошёл крупнейший в Азии 15-й международный фестиваль мюзиклов — Daegu International Musical Festival. Мюзикл «Садко в Подводном царстве» принял участие в фестивале онлайн, став первым детским российским мюзиклом, принявшим участие в DIMF. Спектакль был показан два раза (24 июня и 1 июля) на платформе Naver TV.

## Сюжет
Мюзикл является оригинальной фантазией на тему русских сказок и былин. По приказу царя Александра певец и гусляр Садко попадает в Подводное царство Владыки Вод с дипломатической миссией — установить мир между Подводным и Земным царствами. Корабль Садко терпит крушение и певец теряет память. Ему помогают морские обитатели: Морской Конёк Онисим и Осьминожка Феврония. По пути во дворец Садко спасает от пиратов царевну Мореславну.
Главному герою предстоит спасти подводных друзей от чар Медузы Тессловны, раскрыть планы Капитана Краба на захват трона, а также найти свою любовь и выполнить приказ царя.

## Персонажи
| Персонаж            | Описание |
| ------------------- | --- |
| Садко               | земной певец, гусляр, посланный царём Александром к Владыке Вод для переговоров о мире                                      |
| Мореславна          | царевна, наследница подводного престола, дочь Владыки Вод                                                                   |
| Онисим              | бойкий морской конёк, ярый спорщик, энергичный экстраверт, друг                                                             |
| Феврония            | застенчивая Осьминожка, подруга морского конька Онисима, осторожная и любит поворчать                                       |
| Капитан Краб        | жадный пират Подводного царства, мечтающий стать Влыдыкой Вод Морских                                                       |
| Владыка Вод Морских | Правитель Подводного царства, отец царевны Мореславны, который устал от своей нервной работы                                |
| Рыба-Попугай        | секретарь Владыки Вод |
| Медуза Тессловна    | хитрая электрическая Медуза, которая питается энергией подводных обитателей и способна погрузить их в вечный сон            |
| Русалочки           | беззаботные фрейлины двора Подводного царства, дружат с мореславной и помогают Владыке Вод отвлечься от стрессовых ситуаций |
| Крабы-пираты        | шайка Капитана Краба, грабят корабли и воруют драгоценности обитателей Подводного царства                                   |
| Медузы              | электрические медузы, подруги Медузы Тессловны                                                                              |

## Синопсис

### Первый акт.
Пролог.
Однажды в Подводном царстве двое друзей — Морской Конек Онисим и Осьминожка Феврония — находят спящего человека. Пока они пытаются определить, опасен он для них или нет, человек приходит в себя и представляется гусляром Садко, который приплыл на корабле, но из-за крушения оказался на дне моря и ударился головой, поэтому забыл, зачем он здесь оказался и куда плыл. Феврония и Онисим хотят помочь ему вернуть память (Вспомни всё). С их помощью, Садко вспоминает свою историю: Земной царь Александр хочет уладить долгий конфликт между людьми и жителями Подводного царства и помириться с Владыкой Вод Морских, для чего он велел отыскать лучшего певца и гусляра и отправить его с земными дарами в Подводный дворец. Морской Конёк и Осьминожка тоже хотят мира, поэтому пытаются помочь Садко найти его гусли, чтобы вместе отправиться к Владыке Вод Морских.
Подводный мир таит в себе много прекрасного и неизведанного, но, в то же время, он очень похож на мир земной. Русалочки, как и обычные юные девушки, мечтают о большой и красивой любви (Выше неба), и даже молодая Царевна Мореславна не является исключением — ей приснился сон о встрече с земным принцем и она рассказывает об этом своим подружкам (Это любовь). Беседу русалочек и Царевны подслушивает жадный Капитан Краб со своей шайкой пиратов. Он приказывает своим крабам напугать русалочек и отнимает диадему (символ власти) у Мореславны. На помощь девушке приходит Садко, который прогоняет пиратов и Капитана Краба (Сражение с пиратами). Между Садко и Мореславной сразу возникает симпатия, Мореславна узнает в Садко земного принца из своего сна. Она хочет познакомиться с юношей поближе и предлагает проводить его во дворец Владыки Вод. Садко не догадывается, что перед ним — Царевна.
По пути во дворец друзья встречают Медузу, которая просит помочь ей со средством передвижения (разряженной черепахой Тортиллой) и рассказывает, что видела гусли посреди подводной трассы. Садко убегает в указанном медузой направлении на поиски своего инструмента. Хитрая Медуза жалит Мореславну, Онисима и Февронию и забирает себе их энергию. Онисим понимает, что перед ними — опасная Медуза Тессловна, которая питается энергией других подводных обитателей. Медуза погружает своих новых жертв в сон (Баю-бай). Начинается электровечеринка, на которую собираются другие медузы (Drum‘n‘bass). Наполненная энергией Медуза Тессловна ненадолго оставляет Февронию, Мореславну и Онисима, за это время их находит Садко, чьи звуки игры на расстроенном инструменте спасают друзей от вечного сна. Они продолжают свой путь во дворец и вернувшиеся медузы уже не успевают их нагнать (Финал первого акта).

### Второй акт.
Дворец Владыки Вод (Вступление ко второму акту). У трона Рыба-Попугай, докучливый секретарь Морского царя, который постоянно приносит Владыке новые и новые жалобы и прошения от подданных и раздражает его постоянными уточнениями и повторениями. Владыке Вод тяжело справиться со своей нервной работой и он решает устроить небольшой перерыв и расслабиться (Стресс, стресс, стресс). Танцы русалочек успокаивают Владыку Вод и он засыпает. Рыба-Попугай стережёт его сон, но во дворец приходит Капитан Краб со своей шайкой пиратов, жаждующие отомстить Садко. Капитан Краб ругается с Рыбой-Попугаем и этим будит Владыку Вод. Капитан Краб говорит Владыке, что в Подводном царстве появился хулиган Садко, который хочет похитить любимую и единственную дочь Морского царя. Владыка Вод призывает всех отправиться в боевой поход, поймать бандита Садко и доставить его во дворец (Подводный марш).
В это время ничего не подозревающий Садко и его друзья продолжают путь в Подводный Дворец. Садко понимает, что сильно влюблён в Мореславну — девушку из другого мира. Вдохновлённый сильным чувством, он сочиняет свою лучшую песню, которую слышит Мореславна (Пойдём со мной). Мореславна понимает, что эта песня о ней, но Садко стесняется признаться в своих чувствах, поэтому в девушке зарождаются сомнения. Как всегда, на помощь приходит Морской Конёк Онисим и Осьминожка Феврония (Сам сотвори волшебство). Набравшись смелости, Садко открывается Мореславне, и она разделяет его чувства. Тронутая столь эмоциональной сценой Феврония переживает за будущее влюблённых и Онисим понимает, почему лицо Мореславны казалось ему таким знакомым — он узнаёт в ней дочь Владыки Вод.
Тем временем Капитан Краб на троне Владыки Вод строит планы — он мечтает занять место Подводного царя, и перечисляет плюсы быта Владыки. Но всё же, в авантюрной пиратской жизни тоже есть своя прелесть, поэтому Капитан Краб хочет совмещать эти виды деятельности (На абордаж). Владыка Вод застаёт Капитана Краба на своём троне и отчитывает его за долгие и безуспешные поиски Мореславны и Садко. Капитан Краб жалуется на тяжёлые условия труда и просит прибавки к зарплате. В это время Садко и его друзья приходят во дворец. Владыка отчитывает дочь за долгое отсутствие во дворце и Садко понимает, что она — наследница подводного престола. Мореславна рассказывает отцу, что Садко прибыл в Подводное царство с дипломатической миссией и открывает Владыке глаза на обман Капитана Краба. За кражу диадемы Царевны и клевету Владыка Вод изгоняет пиратов из Подводного царства и предлагает Садко самому выбрать себе вознаграждение.
Садко просит руки Царевны. Скрепя сердце, Владыка соглашается. Между Земным и Подводным царствами воцаряется мир и добрососедство. (Наш мир такой, какие мы). Любовь и отвага героев побеждают конфликты жителей разных миров. Подводные жители празднуют свадьбу земного певца и морской Царевны, ведь всё возможно, если этого очень сильно хотеть (Чудеса).
Финал второго акта.

## Постановочная команда
Композитор, режиссёр-постановщик, продюсер: Глеб Матвейчук
Автор текстов песен: Карен Кавалерян
Диалогист: Николай Ермохин
Балетмейстеры-постановщики: Николай и Надин Подошва-Захаровы
Сценограф: Андрей Шутов
Художники по костюмам: Ирина Питеркова, Елена Симонова и Мария Чернышова
Художник по гриму: Яна Панара
Музыкальный руководитель: Михаил Елисеев

## Актёрский состав
| Персонаж             | Исполнители |
| -------------------- | --- |
| Садко                | Павел Стукалов, Эмиль Салес, Александр Шарабарин                                                                |
| Царевна Мореславна   | Юлия Довганишина, Александра Каспарова, Екатерина Салес, Екатерина Лепилина, Вероника Устимова                  |
| Морской Конёк Онисим | Эмиль Салес, Ярослав Баярунас, Денис Котельников                                                                |
| Осьминожка Феврония  | Алексей Толстокоров, Владислав Голубев                                                                          |
| Капитан Краб         | Антон Дёров, Михаил Сидоренко                                                                                   |
| Владыка Вод Морских  | Сергей Веселов (Хиро), Пётр Таренков                                                                            |
| Медуза Тессловна     | Агата Вавилова, Татьяна Кулакова, Маруся Бережная, Мария Плужникова                                             |
| Рыба-Попугай         | Ярослав Баярунас, Денис Котельников, Алексей Родионов, Александр Шарабарин, Евгений Градусов, Валерий Сарапинас |

### Премьерный состав
27 ноября в 19:00 (Москва)
Садко: Павел Стукалов
Царевна Мореславна: Юлия Довганишина
Морской Конёк Онисим: Эмиль Салес
Осьминожка Феврония: Алексей Толстокоров
Капитан Краб: Антон Дёров
Владыка Вод Морских: Сергей Веселов (Хиро)
Медуза Тессловна: Агата Вавилова
Рыба-Попугай: Ярослав Баярунас

## Музыкальные номера

### Первый акт
Пролог
«Вспомни всё» — Морской Конек Онисим, Осьминожка Феврония
«Выше неба» — русалки
«Это любовь» — Царевна Мореславна
«Сражение с пиратами» — Садко, крабы-пираты
«Баю-бай» — Медуза Тессловна
«Drum‘n‘bass» — медузы
Финал первого акта

### Второй акт
Вступление ко второму акту
«Стресс, стресс, стресс» — Владыка Вод Морских
«Подводный марш» — Владыка Вод Морских, Рыба-Попугай, Капитан Краб, пираты
«Пойдём со мной» — Садко
«Сам сотвори волшебство» — Морской Конек Онисим, Осьминожка Феврония, Садко, Царевна Мореславна
«На абордаж» — Капитан Краб
«Наш мир такой, какие мы» — Царевна Мореславна и Садко
«Чудеса» — все
Финал второго акта

## Фестивали и награды
В 2021 году мюзикл попал в лонглист премии Звезда театрала в номинации Лучший спектакль для детей и юношества.
Летом 2021 года мюзикл (러시아 <수중 왕국의 삿코>) принял участие в 15-м международном фестивале мюзиклов DIMF (Daegu International Musical Festival) в Тэгу, Южной Корее. Спектакль был показан дважды на платформе Naver TV: 24 июня и 1 июля.

## Участие в передачах
- «Сто к одному», канал «Россия». (Эфир от 24.10.2021)

Ведущий — Александр Гуревич
Состав команды «На Дне»:
Капитан — Глеб Матвейчук, композитор, продюсер и режиссёр мюзикла
Участники: Павел Стукалов (Садко), Александра Каспарова (Мореславна), Сергей Веселов (Владыка Вод), Агата Вавилова (Медуза Тессловна)
- «Навигатор. Новости», канал «Карусель» (выпуск 617)

Ведущая — Анна Тадыщенко
Актёрский состав: Павел Стукалов (Садко), Юлия Довганишина (Мореславна), Ярослав Баярунас (Морской конёк Онисим), Владислав Голубев (Осьминожка Феврония), Сергей Веселов (Владыка Вод Морских), Алексей Родионов(Рыба-Попугай), Татьяна Кулакова (Медуза Тессловна)
- «Dance Non Stop», канал «Калейдоскоп» (Эфир от 06.03.2021)

Ведущая — Светлана Мельникова
Участники: Павел Стукалов, Антон Дёров, Агата Вавилова, Эмиль Салес, Владислав Голубев
- «Назад в будущее», канал «Мир» (Эфир 16 марта 2021 года).

Ведущий — Виктор Логинов.
Гости: команда «Садко» — Пётр Таренков (Владыка вод Морских), Агата Вавилова (Медуза Тессловна, а также Красная Королева в мюзикле «Алиса в Стране Чудес»)
команда «Алиса» — Теона Дольникова (Красная Королева в мюзикле «Алиса в Стране Чудес»), Антон Дёров (Капитан Краб и Туз в мюзикле «Алиса в Стране Чудес»)
- Musical Fans, платформа «Weixin Guanghao» (от 13.02.2021)

Поздравление с Китайским Новым годом Быка от актёров мюзикла на китайском языке.
Участники: Павел Стукалов, Александра Каспарова, Юлия Довганишина, Ярослав Баярунас, Сергей Веселов, Алексей Родионов, Агата Вавилова и актёры мюзикла «Алиса в Стране чудес» Юлия Чуракова и Влад Юдин.